# آرنولدو گرانلا
آرنولدو گرانلا (انگلیسی: Arnoldo Granella; ۱ آوریل ۱۹۳۹ – ۲۳ فوریهٔ ۲۰۲۲) بازیکن فوتبال اهل ایتالیا بود.
از باشگاه‌هایی که در آن بازی کرده‌است می‌توان به باشگاه فوتبال جنوآ، باشگاه فوتبال لو آور، باشگاه فوتبال نیس، و باشگاه فوتبال بوردو اشاره کرد.